# Benoît Potier
Benoît Potier là một doanh nhân người Pháp, từng giữ chức vụ Giám đốc điều hành của tập đoàn khí công nghiệp đa quốc gia Air Liquide của Pháp từ năm 2006 đến năm 2022. Ông hiện là Chủ tịch Hội đồng quản trị của Air Liquide.

## Giáo dục
Benoit Potier tốt nghiệp kỹ sư tại École Centrale Paris năm 1979. Potier cũng tham dự chương trình giáo dục điều hành của Diễn đàn Quốc tế Wharton và chương trình Quản lý nâng cao INSEAD.

## Sự nghiệp
Benoît Potier gia nhập Air Liquide vào năm 1981 với tư cách là kỹ sư Nghiên cứu và Phát triển. Sau khi giữ chức vụ Giám đốc Dự án tại Ban Kỹ thuật và Xây dựng, ông được bổ nhiệm làm Phó Chủ tịch Phát triển Năng lượng trong ngành kinh doanh Công nghiệp Lớn. Năm 1993, ông trở thành Giám đốc Chiến lược và Tổ chức, và năm 1994, ông được giao phụ trách Thị trường Hóa chất, Kim loại và Thép, Dầu và Năng lượng. Ông được bổ nhiệm làm phó chủ tịch điều hành của Air Liquide vào năm 1995 với các trách nhiệm bổ sung về Bộ phận Kỹ thuật và Xây dựng cũng như các hoạt động Công nghiệp Lớn ở Châu Âu. Benoît Potier được bổ nhiệm làm phó chủ tịch điều hành cấp cao vào năm 1997. Ông được bổ nhiệm vào hội đồng quản trị năm 2000 và trở thành chủ tịch hội đồng quản trị vào tháng 11 năm 2001. Benoît Potier là chủ tịch kiêm giám đốc điều hành của Air Liquide từ năm 2006 đến năm 2022. vị trí của Chủ tịch Hội đồng quản trị Air Liquide từ ngày 1 tháng 6 năm 2022.